# Ruzma
Ruzma, der Ballen, gleichbedeutend ist die Bezeichnung Siqt, war eine arabische Masseneinheit (Gewichtsmaß) für Seide.
- 1 Ruzma = 30 Män(n) = 7800 Dirham = 24,375 Kilogramm